# Снапчат
Snapchat (произн. снапчат, букв. „чатене със снимки“, от английски: snap – моментална снимка) е мобилно приложение за незабавни съобщения, създадено от Евън Спийгъл, Боби Мърфи и Реджи Браун, когато са били студенти в Станфордския университет. Приложението се използва за споделяне на снимки, писане на съобщения и преправяне на снимки в реално време с многобройни забавни ефекти.
Използвайки приложението, потребителят може да прави снимки, да записва видео, да добавя текст и рисунки и да ги изпраща до получатели по съставен от него списък. За такава изпратена снимка или видео, наричани „снап“ (на английски – snap) се задава лимит от време, определящ колко дълго получателите ще могат да разглеждат материала (от 1 до 10 секунди), след което той става недостъпен от устройството на получателя, но остава на сървъра на Snapchat. Повторно могат да се разгледат само последните „снапове“.
По статистика на Snapchat от май 2014 г., потребителите на приложението изпращат по 700 милиона снимки и видео на ден, а съдържание от Snapchat Stories се е гледало 500 милиона пъти на ден. Компанията се оценява според различни източници на 10 – 20 млрд. долара.
През 2016 г. компанията е преименувана на Snap Inc. Тогава тя пуска на пазара очила за запис на малки видеоклипове („Spectacles“), които след това се публикуват в социалната мрежа. Очилата имат две камери и светодиодни индикатори за записа. В САЩ те струват около 130 долара.